# Olympische Jugend-Sommerspiele 2018/Teilnehmer (Dänemark)
| Gelbes Symbol für Goldmedaillen mit stilisierten Olympischen Ringen | Graues Symbol für Silbermedaillen mit stilisierten Olympischen Ringen | Braundes Symbol für Bronzemedaillen mit stilisierten Olympischen Ringen |
| ------------------------------------------------------------------- | --------------------------------------------------------------------- | ----------------------------------------------------------------------- |
| 2                                                                   | 1                                                                     | 1                                                                       |

Die Jugend-Olympiamannschaft aus Dänemark für die III. Olympischen Jugend-Sommerspiele vom 6. bis 18. Oktober 2018 in Buenos Aires (Argentinien) bestand aus zwölf Athleten.

## Athleten nach Sportarten

### Fechten
Jungen
- Jonas Winterberg-Poulsen
Bronze  Florett

### Golf
| Mädchen - Anne Wennerwald Normann | Jungen - Nicolai Højgaard |

### Karate
Mädchen
- Laura Lyck

### Leichtathletik
Jungen
- Tazana Kamanga-Dyrbak

### Radsport
| Mädchen - Gold Kombination - Sofie Heby Pedersen - Mie Saabye Madsen | Jungen - Alexander Andersen - Jacob Hindsgaul |

### Rudern
Jungen
- Thomas Kjelgaard Lolholm Jensen

### Schießen
Mädchen
- Stephanie Laura Scurrah Grundsøe
Gold  Luftgewehr 10 m

### Triathlon
Mädchen
- Sif Bendix Madsen
Silber  Einzel
Gold  Mixed (im Team Europa 1)